# Vuelta a Castilla y León 2002
La Vuelta a Castilla y León 2002, diciassettesima edizione della corsa, si svolse dal 2 al 6 maggio su un percorso di 814 km ripartiti in 5 tappe, con partenza ad Avila e arrivo a Benavente. Fu vinta dallo spagnolo Juan Miguel Mercado Martin della iBanesto.com davanti al suo connazionale Joan Horrach Rippoll e all'italiano Leonardo Piepoli.

## Tappe
| Tappa  | Data     | Percorso                                   | km    | Vincitore di tappa         | Leader cl. generale        |
| ------ | -------- | ------------------------------------------ | ----- | -------------------------- | -------------------------- |
| 1ª     | 2 maggio | Avila > Avila                              | 148,1 | David Herrero Llorente     | David Herrero Llorente     |
| 2ª     | 3 maggio | Arevalo > Valladolid                       | 172   | Ángel Edo                  | David Herrero Llorente     |
| 3ª     | 4 maggio | Valladolid > San Andrés del Rabanedo       | 177   | David Fernández Domingo    | David Herrero Llorente     |
| 4ª     | 5 maggio | San Andrés del Rabanedo > Alto de Redondal | 169,2 | Juan Miguel Mercado Martin | Juan Miguel Mercado Martin |
| 5ª     | 6 maggio | Bembibre > Benavente                       | 148   | Ángel Edo                  | Juan Miguel Mercado Martin |
| Totale | Totale   | Totale                                     | 814   |                            |                            |

## Dettagli delle tappe

### 1ª tappa
- 2 maggio: Avila > Avila – 148,1 km

| Pos. | Corridore              | Squadra      | Tempo    |
| ---- | ---------------------- | ------------ | -------- |
| 1    | David Herrero Llorente | Euskaltel    | 3h37'41" |
| 2    | Pedro Cardoso          | Milaneza-MSS | a 3"     |
| 3    | Koldo Gil Perez        | iBanesto.com | a 5"     |

| Pos. | Corridore              | Squadra      | Tempo    |
| ---- | ---------------------- | ------------ | -------- |
| 1    | David Herrero Llorente | Euskaltel    | 3h37'41" |
| 2    | Pedro Cardoso          | Milaneza-MSS | a 3"     |
| 3    | Koldo Gil Perez        | iBanesto.com | a 5"     |

### 2ª tappa
- 3 maggio: Arevalo > Valladolid – 172 km

| Pos. | Corridore              | Squadra      | Tempo    |
| ---- | ---------------------- | ------------ | -------- |
| 1    | Ángel Edo              | Milaneza-MSS | 4h29'00" |
| 2    | Pedro Cardoso          | Milaneza-MSS | s.t.     |
| 3    | David Herrero Llorente | Euskaltel    | s.t.     |

| Pos. | Corridore              | Squadra      | Tempo    |
| ---- | ---------------------- | ------------ | -------- |
| 1    | David Herrero Llorente | Euskaltel    | 8h06'41" |
| 2    | Pedro Cardoso          | Milaneza-MSS | a 3"     |
| 3    | Ángel Edo              | Milaneza-MSS | a 5"     |

### 3ª tappa
- 4 maggio: Valladolid > San Andrés del Rabanedo – 177 km

| Pos. | Corridore               | Squadra   | Tempo    |
| ---- | ----------------------- | --------- | -------- |
| 1    | David Fernández Domingo | Relax     | 4h27'10" |
| 2    | François Simon          | Bonjour   | s.t.     |
| 3    | Cândido Barbosa         | L.A-Pecol | s.t.     |

| Pos. | Corridore              | Squadra      | Tempo     |
| ---- | ---------------------- | ------------ | --------- |
| 1    | David Herrero Llorente | Euskaltel    | 12h33'51" |
| 2    | Pedro Cardoso          | Milaneza-MSS | a 3"      |
| 3    | Ángel Edo              | Milaneza-MSS | a 5"      |

### 4ª tappa
- 5 maggio: San Andrés del Rabanedo > Alto de Redondal – 169,2 km

| Pos. | Corridore                  | Squadra      | Tempo    |
| ---- | -------------------------- | ------------ | -------- |
| 1    | Juan Miguel Mercado Martin | iBanesto.com | 4h33'54" |
| 2    | Joan Horrach Rippoll       | Milaneza-MSS | a 26"    |
| 3    | David Bernabéu             | Carvalhelhos | a 29"    |

| Pos. | Corridore                  | Squadra      | Tempo     |
| ---- | -------------------------- | ------------ | --------- |
| 1    | Juan Miguel Mercado Martin | iBanesto.com | 17h07'57" |
| 2    | Joan Horrach Rippoll       | Milaneza-MSS | a 26"     |
| 3    | David Bernabéu             | Carvalhelhos | a 29"     |

### 5ª tappa
- 6 maggio: Bembibre > Benavente – 148 km

| Pos. | Corridore             | Squadra      | Tempo    |
| ---- | --------------------- | ------------ | -------- |
| 1    | Ángel Edo             | Milaneza-MSS | 3h29'36" |
| 2    | Alexey Markov         | Itera        | s.t.     |
| 3    | Carlos Torrent Tarres | Jazztel      | s.t.     |

| Pos. | Corridore                  | Squadra      | Tempo     |
| ---- | -------------------------- | ------------ | --------- |
| 1    | Juan Miguel Mercado Martin | iBanesto.com | 20h37'33" |
| 2    | Joan Horrach Rippoll       | Milaneza-MSS | a 26"     |
| 3    | Leonardo Piepoli           | iBanesto.com | a 36"     |

## Classifiche finali

### Classifica generale
| Pos. | Corridore                  | Squadra               | Tempo     |
| ---- | -------------------------- | --------------------- | --------- |
| 1    | Juan Miguel Mercado Martin | iBanesto.com          | 20h37'33" |
| 2    | Joan Horrach Rippoll       | Milaneza-MSS          | a 26"     |
| 3    | Leonardo Piepoli           | iBanesto.com          | a 36"     |
| 4    | Isidro Nozal Vega          | ONCE-Eroski           | a 1'11"   |
| 5    | Francisco Mancebo          | iBanesto.com          | a 1'22"   |
| 6    | Oscar Sevilla Ribera       | Kelme                 | a 1'28"   |
| 7    | David Bernabéu             | Carvalhelhos-Boavista | a 1'34"   |
| 8    | Vladimir Karpets           | Itera                 | a 1'36"   |
| 9    | Pedro Cardoso              | Milaneza-MSS          | a 1'59"   |
| 10   | Josep Jufre Pou            | Carvalhelhos-Boavista | a 2'24"   |